# Провінція Пхьонан
Провінція Пхьонан (кор. 平安道, 평안도, Пхьонандо) — одна з восьми провінцій Кореї під час правління династії Чосон. Розташована на північному заході Корейського півострова. Центральним містом провінції було Пхеньян.

## Історія
Провінція Пхьонан була сформована 1413 року. Своє ім'я вона отримала від початкових букв головних міст — Пхеньяна (кор. 平壤, 평양) і Анджу (кор. 安州, 안주).
1895 року провінція була розформована, а на її місці були створені райони:
- Канге (кор. 江界府, 강계부, Кангебу) у північно-східній частині
- Ийджу (кор. 義州府, 의주부, Ийджубу) у північно-західній частині
- Пхеньян (кор. 平壤府, 평양부, Пхеньянбу) у південній частині

1896 року райони Канге і Ийджу утворили провінцію Пхьонан-Пукто, а район Пхеньян був реорганізований у провінцію Пхьонан-Намдо. Зараз обидві провінції входять до складу Північної Кореї.

## Географія
На півночі провінція Пхьонан межувала з Маньчжурією, на сході — з провінцією Хамгьон, на півдні — з Хванхе, а на заході омивалася Жовтим морем.
Ландшафт на сході і півночі гірський, на заході і півдні — рівнинний.
Регіональна назва для Пхьонану — «Квансо», хоча це слово зараз практично не використовується.